# Мариви Билбао
Мариви Билбао (шп. María Victoria Bilbao-Goyoaga Álvarez) је била шпанска филмска, позоришна и телевизијска глумица.
Каријеру је почела у родном Билбау и то наступима у позоришту. На почетку каријере није користила своје право име већ је наступала под псеудонимом "Ангела Валверде". Ову чињеницу касније је објаснила: "Билбао је био мали град и мој отац би ме убио кад би моје име доспело у новинама". На филму је дебитовала 1962. и то у делима (шп. La interrogación de F. Bardají) и (шп. Playa insolita). Значајну улогу имала је у филмовима Irrintzi (1978) и Agur (1979). Њена каријера трајала више од 50 година. Радила је на сцени, као и у филмовима и на телевизији. Остала је упамћена као "Мариса" у серијиma Моје драге комшије и Исаскун у (шп. La que se avecina). Више пута је је награђена за свој рад а филм (шп. Éramos pocos) у коме је глумила главну улогу био је номинован за оскара. Повукла се са телевизије 2012.године а преминула 2013. у 83.години живота.